# Gran Premio del Giappone 2015
Il Gran Premio del Giappone 2015 è stata la quattordicesima prova della stagione 2015 del campionato mondiale di Formula 1. La gara si è disputata domenica 27 settembre 2015 sul circuito di Suzuka. La gara è stata vinta da Lewis Hamilton su Mercedes, al suo quarantunesimo successo nel mondiale. Hamilton ha preceduto sul traguardo il suo compagno di squadra, Nico Rosberg e Sebastian Vettel su Ferrari.

## Vigilia

### Sviluppi futuri
La Lotus conferma, anche per la stagione 2016, l'impiego, quale pilota titolare, di Pastor Maldonado, mentre Sergio Pérez è confermato in Force India.

### Aspetti tecnici
La Pirelli, fornitrice unica degli pneumatici, porta, per questo Gran Premio, la mescola media e quella dura.
La Federazione Internazionale dell'Automobile stabilisce che i piloti potranno utilizzare il Drag Reduction System solo sul rettilineo dei box, con punto per la determinazione del distacco fra piloti indicato prima del Casio Triangle.

### Aspetti sportivi
Nico Hülkenberg è penalizzato di tre posizioni sulla griglia di partenza, in quanto ritenuto responsabile per il contatto avvenuto con Felipe Massa, nelle prime fasi della gara di Singapore.
Emanuele Pirro è nominato commissario aggiunto da parte della FIA, per la gara. L'ex pilota di F1 ha già svolto in passato spesso tale funzione, l'ultima al Gran Premio del Belgio.
Jolyon Palmer ha preso il posto di Romain Grosjean alla Lotus, nel corso delle prime prove libere del venerdì. In realtà, a causa della forte pioggia, il pilota britannico ha effettuato solo un giro d'installazione, senza far segnare tempi validi. La presenza del team britannico è stata nuovamente messa in dubbio da problemi finanziari, tanto che ha potuto raggiungere il tracciato giapponese solo al giovedì pomeriggio.

## Prove

### Resoconto
La prima sessione di prove libere è caratterizzata da una forte pioggia, tanto che nella prima mezz'ora nessun pilota affronta il tracciato. Vengono effettuate prove di partenza e di uscita ed entrata dalla corsia dei box. Solo nell'ultima mezz'ora delle prove, con un leggero miglioramento delle condizioni meteorologiche alcuni piloti decidono di testare la pista. Max Verstappen è il primo pilota a ottenere un giro cronometrato. Le condizioni migliorano, tanto che Valtteri Bottas tenta l'utilizzo anche delle gomme da bagnato intermedio, con gravi difficoltà a tenere sulla pista la monoposto.
Nell'ultimissima fase della sessione altri piloti tentato l'utilizzo di gomme intermedie. Il rilievo cronometrico migliore è segnato da Carlos Sainz Jr., che precede Daniil Kvjat e Nico Rosberg; comunque solo 12 piloti hanno fatto segnare un tempo valido.
La pioggia ha insistito a scendere, anche nella seconda sessione. I piloti hanno inizialmente utilizzato gomme da bagnato intermedio, ma l'intensificazione della precipitazione ha costretto poi le scuderie a utilizzare gomme da bagnato estremo, con cui nessun pilota è riuscito a migliorare i tempi. Il più rapido è stato Daniil Kvjat, che ha preceduto il duo della Mercedes Nico Rosberg e Lewis Hamilton. Fernando Alonso ha dovuto sostituire nuovamente il motore della sua McLaren, e ha così potuto girare solo nella seconda parte della sessione, caratterizzata, come detto, da forte pioggia. Valtteri Bottas, invece, ha preferito non effettuare nessun giro, per risparmiare le gomme da bagnato in previsione delle qualifiche e della gara.
La sessione del sabato si svolge su pista asciutta, anche se poco gommata. Ciò comporta un'attività più animata del solito per le scuderie, che devono recuperare il tempo perduto al venerdì. Sebastian Vettel può affrontare la pista solo con una ventina di minuti di ritardo, per dei problemi tecnici alla sua monoposto. I primi due della graduatoria sono Lewis Hamilton e Nico Rosberg, con Daniel Ricciardo, terzo, staccato di mezzo secondo dal britannico.

### Risultati
Nella prima sessione del venerdì si è avuta questa situazione:
| Pos | Nº | Pilota           | Costruttore             | Tempo    | Gap    | Giri |
| --- | -- | ---------------- | ----------------------- | -------- | ------ | ---- |
| 1   | 55 | Carlos Sainz Jr. | STR-Renault             | 1'49"434 |        | 10   |
| 2   | 26 | Daniil Kvjat     | Red Bull Racing-Renault | 1'49"938 | +0"504 | 7    |
| 3   | 6  | Nico Rosberg     | Mercedes                | 1'50"077 | +0"643 | 14   |

Nella seconda sessione del venerdì si è avuta questa situazione:
| Pos | Nº | Pilota         | Costruttore             | Tempo    | Gap    | Giri |
| --- | -- | -------------- | ----------------------- | -------- | ------ | ---- |
| 1   | 26 | Daniil Kvjat   | Red Bull Racing-Renault | 1'48"277 |        | 6    |
| 2   | 6  | Nico Rosberg   | Mercedes                | 1'48"300 | +0"023 | 8    |
| 3   | 44 | Lewis Hamilton | Mercedes                | 1'48"853 | +0"576 | 8    |

Nella sessione del sabato mattina si è avuta questa situazione:
| Pos | Nº | Pilota           | Costruttore             | Tempo    | Gap    | Giri |
| --- | -- | ---------------- | ----------------------- | -------- | ------ | ---- |
| 1   | 6  | Nico Rosberg     | Mercedes                | 1'33"995 |        | 19   |
| 2   | 44 | Lewis Hamilton   | Mercedes                | 1'34"292 | +0"297 | 20   |
| 3   | 3  | Daniel Ricciardo | Red Bull Racing-Renault | 1'34"497 | +0"502 | 22   |

## Qualifiche

### Resoconto
Come l'ultima sessione di prove libere, anche le qualifiche sono svolte con pista asciutta. Le due Mercedes guidano la lista dei tempi, mentre al terzo posto s'inserisce Sebastian Vettel. la sessione è terminata in anticipo, in quanto Max Verstappen, a causa di una perdita di potenza della power unit, blocca la sua STR in traiettoria. Anche Marcus Ericsson è autore di un'uscita di pista, senza conseguenze. Al termine della sessione vengono eliminati i due piloti della Marussia, con Alexander Rossi fuori dal limite del 107%, i due della Sauber e Jenson Button. Rossi è ammesso, successivamente, al via, con decisione dei commissari.
In Q2 è Nico Rosberg a sopravanzare Hamilton; il terzo tempo è ancora fatto segnare da una Ferrari, quella di Kimi Räikkönen. L'altro ferrarista, Vettel, ha chiuso col sesto tempo, non utilizzando nemmeno i minuti finali della sessione per migliorare il suo crono, così come fatto dal duo della Mercedes. Max Verstappen, dopo il problema tecnico in Q1, non può svolgere la sessione, ed è così eliminato, al pari di Nico Hülkenberg (eliminato negli ultimi istanti da Romain Grosjean, più rapido di circa un decimo), Carlos Sainz Jr., Pastor Maldonado e Fernando Alonso.
Nell'ultima parte delle qualifiche Nico Rosberg si pone al comando, davanti al compagno di scuderia Lewis Hamilton; il terzo tempo è fatto segnare da Valtteri Bottas, che precede Sebastian Vettel. Quando mancano pochi secondi al termine della sessione, con tutti e 10 piloti impegnati nell'ultimo tentativo, Daniil Kvjat tocca con le ruote l'erba a bordo pista e perde il controllo della sua Red Bull Racing all'altezza dell'Hairpin. La vettura è distrutta, il pilota incolume, ma la sessione è immediatamente interrotta con bandiera rossa, senza più riprendere. Rosberg si conferma così in pole position, la seconda della stagione.
Al termine delle qualifiche Max Verstappen è penalizzato di tre posizioni sulla griglia di partenza per aver parcheggiato la sua vettura in posizione pericolosa, nelle fasi finali della Q1. La Red Bull Racing è costretta a sostituire il telaio a Daniil Kvjat, dopo l'incidente della Q3. Il russo parte così dalla pitlane.

### Risultati
Nella sessione di qualifica si è avuta questa situazione:
| Pos                         | Nº | Pilota           | Costruttore             | Q1       | Q2          | Q3          | Griglia |
| --------------------------- | -- | ---------------- | ----------------------- | -------- | ----------- | ----------- | ------- |
| 1                           | 6  | Nico Rosberg     | Mercedes                | 1'33"015 | 1'32"632    | 1'32"584    | 1       |
| 2                           | 44 | Lewis Hamilton   | Mercedes                | 1'32"844 | 1'32"789    | 1'32"660    | 2       |
| 3                           | 77 | Valtteri Bottas  | Williams-Mercedes       | 1'34"326 | 1'33"416    | 1'33"024    | 3       |
| 4                           | 5  | Sebastian Vettel | Ferrari                 | 1'34"431 | 1'33"844    | 1'33"245    | 4       |
| 5                           | 19 | Felipe Massa     | Williams-Mercedes       | 1'34"744 | 1'33"377    | 1'33"337    | 5       |
| 6                           | 7  | Kimi Räikkönen   | Ferrari                 | 1'34"171 | 1'33"361    | 1'33"347    | 6       |
| 7                           | 3  | Daniel Ricciardo | Red Bull Racing-Renault | 1'34"399 | 1'34"153    | 1'34"497    | 7       |
| 8                           | 8  | Romain Grosjean  | Lotus-Mercedes          | 1'34"398 | 1'34"278    | 1'33"967    | 8       |
| 9                           | 11 | Sergio Pérez     | Force India-Mercedes    | 1'35"001 | 1'34"174    | senza tempo | 9       |
| 10                          | 26 | Daniil Kvjat     | Red Bull Racing-Renault | 1'34"646 | 1'34"201    | senza tempo | PL      |
| 11                          | 27 | Nico Hülkenberg  | Force India-Mercedes    | 1'35"328 | 1'34"390    | N.D.        | 13      |
| 12                          | 55 | Carlos Sainz Jr. | STR-Renault             | 1'34"873 | 1'34"453    | N.D.        | 10      |
| 13                          | 13 | Pastor Maldonado | Lotus-Mercedes          | 1'34"796 | 1'34"497    | N.D.        | 11      |
| 14                          | 14 | Fernando Alonso  | McLaren-Honda           | 1'35"467 | 1'34"785    | N.D.        | 12      |
| 15                          | 33 | Max Verstappen   | STR-Renault             | 1'34"522 | senza tempo | N.D.        | 17      |
| 16                          | 22 | Jenson Button    | McLaren-Honda           | 1'35"664 | N.D.        | N.D.        | 14      |
| 17                          | 9  | Marcus Ericsson  | Sauber-Ferrari          | 1'35"673 | N.D.        | N.D.        | 15      |
| 18                          | 12 | Felipe Nasr      | Sauber-Ferrari          | 1'35"760 | N.D.        | N.D.        | 16      |
| 19                          | 28 | Will Stevens     | Marussia-Ferrari        | 1'38"783 | N.D.        | N.D.        | 18      |
| Tempo limite 107%: 1'39"343 |    |                  |                         |          |             |             |         |
| NQ                          | 53 | Alexander Rossi  | Marussia-Ferrari        | 1'47"114 | N.D.        | N.D.        | 19      |

In grassetto sono indicate le migliori prestazioni in Q1, Q2 e Q3.

## Gara

### Resoconto
Anche la gara, come le qualifiche, si corre con condizioni di pista asciutta. Lewis Hamilton, partito dalla prima fila fianco del poleman Nico Rosberg, conquista subito la vetta della classifica, mentre il tedesco cede posizioni anche a Sebastian Vettel e Valtteri Bottas. Più dietro c'è un contatto tra Daniel Ricciardo e Felipe Massa: entrambi sono costretti a un cambio gomme.
Rosberg è penalizzato, nei primi giri, da una elevata temperatura del motore, tanto che Kimi Räikkönen si avvicina, a meno di un secondo. Al giro 12 Bottas effettua il primo cambio gomme tra i piloti di testa, seguito, due giri dopo, da Vettel, che ha subito un improvviso decadimento delle prestazioni. Tra il giro 15 e il giro 17 vanno al box le due Mercedes e Räikkönen, ma la classifica resta invariata. Al giro 18 però Nico Rosberg passa Valtteri Bottas, al Casio Triangle.
Al ventottesimo giro Carlos Sainz Jr., nono in classifica, effettua il cambio gomme, ma deve anche sostituire l'ala anteriore danneggiata. Nei due giri successivi effettuano la loro seconda sosta Kimi Räikkönen, Nico Rosberg e Valtteri Bottas: ora il ferrarista ha sopravanzato il suo connazionale. Anche Rosberg conquista una posizione, a Vettel, dopo il pit stop di quest'ultimo. Al trentaduesimo passaggio è il turno per il battistrada Hamilton, che mantiene comodamente la vetta della gara.
Negli ultimi giri Vettel sembra potersi avvicinare a Rosberg, così come Bottas recupera terreno su Räikkönen, ma entrambi non sono capaci di impensierire chi sta loro davanti. Lewis Hamilton vince per la quarantunesima volta in carriera, eguagliando il numero di successi di Ayrton Senna. Per la Mercedes è la ventiquattresima doppietta come costruttore.

### Risultati
I risultati del Gran Premio sono i seguenti:
| Pos | Nº | Pilota           | Costruttore             | Giri | Tempo/Ritiro     | Griglia | Punti |
| --- | -- | ---------------- | ----------------------- | ---- | ---------------- | ------- | ----- |
| 1   | 44 | Lewis Hamilton   | Mercedes                | 53   | 1h28'06"508      | 2       | 25    |
| 2   | 6  | Nico Rosberg     | Mercedes                | 53   | +18"964          | 1       | 18    |
| 3   | 5  | Sebastian Vettel | Ferrari                 | 53   | +20"850          | 4       | 15    |
| 4   | 7  | Kimi Räikkönen   | Ferrari                 | 53   | +33"768          | 6       | 12    |
| 5   | 77 | Valtteri Bottas  | Williams-Mercedes       | 53   | +36"746          | 3       | 10    |
| 6   | 27 | Nico Hülkenberg  | Force India-Mercedes    | 53   | +55"559          | 13      | 8     |
| 7   | 8  | Romain Grosjean  | Lotus-Mercedes          | 53   | +1'12"298        | 8       | 6     |
| 8   | 13 | Pastor Maldonado | Lotus-Mercedes          | 53   | +1'13"575        | 11      | 4     |
| 9   | 33 | Max Verstappen   | STR-Renault             | 53   | +1'35"351        | 17      | 2     |
| 10  | 55 | Carlos Sainz Jr. | STR-Renault             | 52   | +1 giro          | 10      | 1     |
| 11  | 14 | Fernando Alonso  | McLaren-Honda           | 52   | +1 giro          | 12      |       |
| 12  | 11 | Sergio Pérez     | Force India-Mercedes    | 52   | +1 giro          | 9       |       |
| 13  | 26 | Daniil Kvjat     | Red Bull Racing-Renault | 52   | +1 giro          | PL      |       |
| 14  | 9  | Marcus Ericsson  | Sauber-Ferrari          | 52   | +1 giro          | 15      |       |
| 15  | 3  | Daniel Ricciardo | Red Bull Racing-Renault | 52   | +1 giro          | 7       |       |
| 16  | 22 | Jenson Button    | McLaren-Honda           | 52   | +1 giro          | 14      |       |
| 17  | 19 | Felipe Massa     | Williams-Mercedes       | 51   | +2 giri          | 5       |       |
| 18  | 53 | Alexander Rossi  | Marussia-Ferrari        | 51   | +2 giri          | 19      |       |
| 19  | 28 | Will Stevens     | Marussia-Ferrari        | 50   | +3 giri          | 18      |       |
| 20  | 12 | Felipe Nasr      | Sauber-Ferrari          | 49   | Tenuta di strada | 16      |       |

## Classifiche mondiali

### Piloti
| Pos | Pilota           | Punti |
| --- | ---------------- | ----- |
| 1   | Lewis Hamilton   | 277   |
| 2   | Nico Rosberg     | 229   |
| 3   | Sebastian Vettel | 218   |
| 4   | Kimi Räikkönen   | 119   |
| 5   | Valtteri Bottas  | 111   |
| 6   | Felipe Massa     | 97    |
| 7   | Daniel Ricciardo | 73    |
| 8   | Daniil Kvjat     | 66    |
| 9   | Romain Grosjean  | 44    |
| 10  | Sergio Pérez     | 39    |
| 11  | Nico Hülkenberg  | 38    |
| 12  | Max Verstappen   | 32    |
| 13  | Felipe Nasr      | 17    |
| 14  | Pastor Maldonado | 16    |
| 15  | Carlos Sainz Jr. | 12    |
| 16  | Fernando Alonso  | 11    |
| 17  | Marcus Ericsson  | 9     |
| 18  | Jenson Button    | 6     |

### Costruttori
| Pos | Costruttore             | Punti |
| --- | ----------------------- | ----- |
| 1   | Mercedes                | 506   |
| 2   | Ferrari                 | 337   |
| 3   | Williams-Mercedes       | 208   |
| 4   | Red Bull Racing-Renault | 139   |
| 5   | Force India-Mercedes    | 77    |
| 6   | Lotus-Mercedes          | 60    |
| 7   | STR-Renault             | 44    |
| 8   | Sauber-Ferrari          | 26    |
| 9   | McLaren-Honda           | 17    |